# ログネダ・ログヴォロドヴナ
ログネダ・ログヴォロドヴナ（教会スラヴ語: Рогънѣдь、ベラルーシ語: Рагне́да Рагвалодаўна、ロシア語: Рогне́да Рогволодовна、960年頃 - 1000年頃）は、ポロツク公国の公女である。ポロツク公ログヴォロドの娘で、ウラジーミル1世の妻の1人となり、ポロツク・イジャスラフ朝(ru)の祖・イジャスラフを生んだ。また、『原初年代記』の記述によれば、キエフ大公ヤロスラフ1世や、ヴォルィーニ公国の初代ヴォルィーニ公フセヴォロドらの母でもある。

## 経歴

### 『原初年代記』のログネダ
『原初年代記』に基づいた、ログネダの生涯は以下のようなものである。
ログネダは父と共にポロツクで暮らしていた。980年、ノヴゴロド公だったウラジーミル（後のキエフ大公ウラジーミル1世）が求婚したが、ログネダは「奴隷の息子の履物を取るのはいやです」とウラジーミルを評して求婚を拒絶し、キエフ大公ヤロポルク1世との結婚を望んだ。978年もしくは980年、ウラジーミルはヴァリャーグ等と共にポロツクを侵略し、ログネダを捕らえて両親の前で彼女を強姦した。ついでログネダの2人の兄弟と父・ログヴォロドを殺した。さらに、キエフを攻めてヤロポルク1世を殺し、キエフ大公となってログネダを強制的に妻とした。伝説では、この時にログネダはゴリスラヴァ（悲しみの意）という名を授かったという。ウラジーミルには多くの妻と妃がおり、ログネダはルイベチ川の辺の街に置かれ、4人の息子と2人の娘が生まれた。988年には、ログネダの子イジャスラフがポロツクに配置されている。ログネダはおそらくイジャスラヴリ（現ベラルーシのザスラーウエ）で、1000年ごろ死去した。

### 他の年代記のログネダ

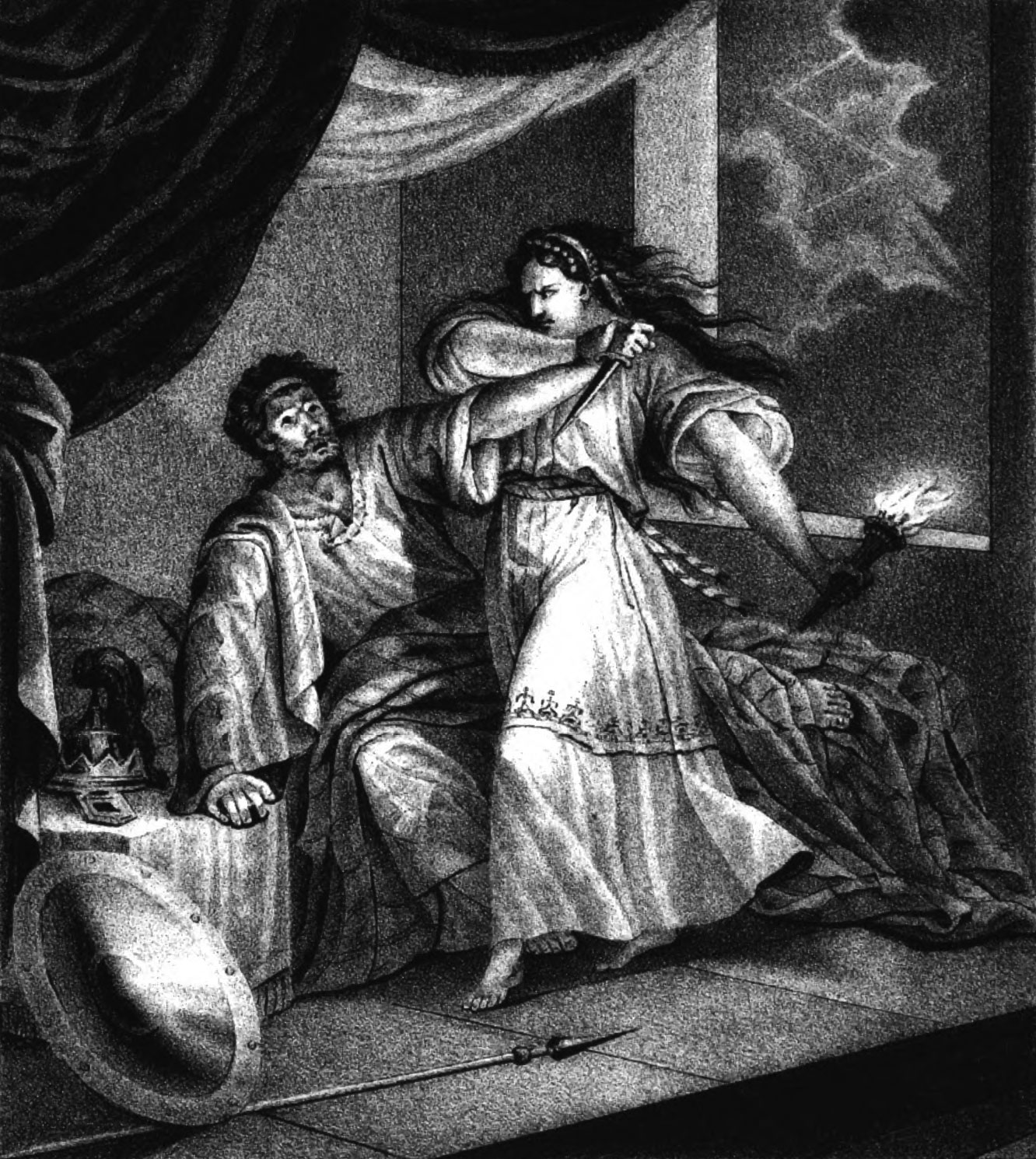
『ウラジーミルへのログネダの企て』
（B.A.チョリコフ・版画・1836年）

他のルーシの年代記には、ログネダとウラジーミルにまつわる話が所収されている。それは以下のような内容である。
ウラジーミルには多くの妻と妾がいたが、989年にビザンツの皇女アンナと結婚し、キリスト教（正教）をルーシの国教とした。このためログネダはウラジーミルに捨てられてしまう。ログネダはウラジーミルを殺害することを決意した。しかしその企ては失敗し、激昂したウラジーミルはログネダに剣を向けたが、ログネダとウラジーミルの間の第一子であるイジャスラフが駆け寄り、剣を手に母を庇った。ウラジーミルは息子の前でログネダを殺すことができず、ログネダとイジャスラフは、ウラジーミルによってポロツクの地である、シヴィスラチ川上流の街に幽閉された。この街はイジャスラフの名にちなみ、イジャスラヴリと名づけられた。イジャスラフは後にポロツク公となり、幽閉された母を救おうとするが果たせず、1000年、ログネダはイジャスラヴリで亡くなった。
この物語はポロツク公国とキエフ大公国との間の対立を描いたものの1つとされている。

## 子女
『原初年代記』には、ウラジーミルとの間に4人の息子（イジャスラフ・ムスチスラフ・ヤロスラフ・フセヴォロド）と2人の娘（名前の記載なし）を生んだという記述があるが、息子のうちヤロスラフはログネダの子であるか疑問視されている。
- イジャスラフ：981年生 - 1001年没。ポロツク・イジャスラフ朝の創始者。ポロツク公：989年- 1001年。
- ムスチスラフ：生没年不明。ウラジーミルの子の別のムスチスラフと混同されることがあるが、おそらく早世した子だと考えられている。
- ヤロスラフ：978年生？ - 1054年没。ロストフ公、ノヴゴロド公を経てキエフ大公：1019年 - 1054年。
- フセヴォロド：983年もしくは984年生 - 1013年以前に没。ヴォルィーニ公：987年 - 1013年以前。
- プレドスラヴァ(ru)：983年頃生[9] - 1018年以降没。ポーランド王ボレスワフ1世の側室。
- プレミスラヴァ：？ - 1015年没。いくつかの資料によれば、1000年にハンガリー王国の王子ラースロー（アンドラーシュ1世の叔父）の妻になったとされる。
- ムスチスラヴァ：生没年不明。1018年にポーランド王ボレスワフ1世がキエフに侵攻した際に、ウラジーミルの娘として名が見られる。

## 研究と評価

### 出身地について
一部の歴史学者の意見では、ログヴォロドやログネダなどのポロツクの支配者層は他国の（あるいはヴァリャーグの）出身であるという。『原初年代記』には、ログネダの父のログヴォロドは海を越えてきて、ポロツクに自分の政権を有していたと記述されている。この記述から、ログヴォロドは、同時代にトゥーロフの支配者であったトゥルィと共に、キエフの公家であるリューリク朝や、他の東スラブ人の土地の出身ではなかったとする説である。
「ログネダ」という名についても研究されている。すでに19世紀初めには、ドイツ人のロシア史学者であるA.L.シュローザー(de)が、ログネダはラグンヒリト、ログヴォロドはリョーグンバリトという名であったとみなしている。また、北欧の権威ある歴史学者であるE.A.リゼフスカヤとT.H.ジャクソン（注：両名ともロシア語表記の日本語音写）も、ログネダとログヴォロドの名前について研究している。一方、T.P.ティマフェーイヴァ(ru)によれは、ログネダの名はスラヴ起源であるという。また、ログネダがウラジーミルの求婚に対して言った、「奴隷の履物を取るのはいやです」という発言を、スラヴの習慣を熟知していたことの証明だとみなす説がある。

### 埋葬地について
ログネダの埋葬場所は不明である。『トヴェリ年代記』によれば、1000年に、死を前にしたログネダは修道院で剃髪し、アナスタシヤという洗礼名を得たというが、他の資料に同様の記述がないことから、歴史学者はこの記述を事実とするのは難しいとしている。1866年、チェルニツァ村で華麗な装飾品と共に墓穴が発見された。A.M.セメントフスキー(ru)は、これをログネダの墓と推定している。

### 評価
ログネダの子イジャスラフは、ウラジーミルに破壊されたポロツク公国を再建し、彼の子孫は代々のポロツク公となった。ベラルーシにおいては、ログヴォロド・ログネダ・イジャスラフの三代から始まるポロツク公国とイジャスラフ朝を、ベラルーシ国家の根源たる王朝と位置づけている。またログネダの物語は、ベラルーシ史の代表的な説話として親しまれている。

## ログネダを題材とした作品

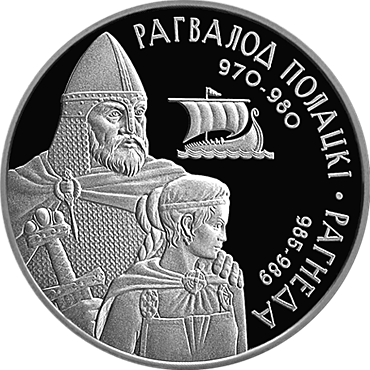
ログネダとログヴォロドのコイン。
（ベラルーシ・2006年）

ログネダはその悲劇的な生涯から、コンドラチイ・ルイレーエフの詩（1821年）、アレクサンドル・セローフのオペラ（1865年）など、近現代の複数の芸術家によって作品のモチーフに取り上げられている。また絵画・小説・バレエなどでもログネダを題材とした作品がある。
芸術作品以外では、ウクライナのキエフにはログネダの名を冠した通りがある。ベラルーシではミンスク州・ザスラーウエの記念碑（1993年）、切手（1993年）、コイン（2006年）などが作られている。